# Ложное сознание
Ло́жное созна́ние — марксистское понятие, обозначающее объективно детерминированное представление о классовых отношениях в «перевёрнутом с ног на голову» виде. В работах Маркса нет выражения «ложное сознание» (оно есть у Энгельса), однако Маркс уделял большое внимание «превращённым формам сознания» и в связи с этим — соответствующим им понятиям идеологии и товарного фетишизма.
Термин ложное сознание обозначает систематическое искажение в осознании угнетаемыми классами общественных отношений; по мнению Энгельса, это искажение возникает, существует и поддерживается, чтобы скрыть общественные отношения эксплуатации, господства и подчинения.

## Происхождение термина
Впервые термин «ложное сознание» встречается в письме Фридриха Энгельса к Францу Мерингу. Он писал:

Идеология — это процесс, который совершает так называемый мыслитель, хотя и с сознанием, но с сознанием ложным. Истинные движущие силы, которые побуждают его к деятельности, остаются ему неизвестными, в противном случае это не было бы идеологическим процессом. Он создает себе, следовательно, представления о ложных или кажущихся побудительных силах. Так как речь идет о мыслительном процессе, то он и выводит как содержание, так и форму его из чистого мышления — или из своего собственного, или из мышления своих предшественников. Он имеет дело исключительно с материалом мыслительным; без дальнейших околичностей он считает, что этот материал порожден мышлением, и вообще не занимается исследованием никакого другого, более отдаленного и от мышления независимого источника. Такой подход к делу кажется ему само собой разумеющимся, так как для него всякое действие кажется основанным в последнем счете на мышлении, потому что совершается при посредстве мышления.— Ф. Энгельс. 14 июля 1893 г.
Маркс создал и разработал понимание общества как саморазвивающейся системы и на этой основе разработал классовую теорию, основанную, главным образом, на анализе объективных свойств системы экономических отношений, определяющих тип общественного строя и соответствующее ему сознание: класс, к которому принадлежит индивид, определяется местом, которое он занимает в системе отношений к собственности.
Помимо этого человек обладает и субъективными свойствами — мыслями и другими процессами его духовной жизни, формирующими его отношение к окружающему миру и самому себе. Эти духовные конструкции могут в большей или меньшей степени соответствовать объективной реальности, которая в них представлена.
Маркс показывает, как возникают социальные механизмы, действие которых выражается в систематических ошибках, искажениях и провалах в сознании разных слоёв общества. Если эти формирующие сознание механизмы становятся известны трудящимся, — а их большинство, то они со знанием дела начинают бороться за ниспровержение эксплуатирующей их системы, чтобы взять власть в свои руки.
Таким образом, общественные отношения, формирующие мысли, идеи и другие духовные образования, создают и совершенствуют так называемое ложное сознание и идеологию.
В работе «Немецкая идеология» Маркс и Энгельс исследуют идеологию как систему идей, при помощи которых люди осознают свой мир. Согласно ключевой идее Маркса, идеология, как и общественное сознание вообще, и мышление определяются материальными отношениями: «Ручная мельница даёт вам общество с сюзереном [то есть феодалом] во главе, паровая мельница — общество с промышленным капиталистом».
Функция системы идеологии — обеспечение господствующего положения привилегированного класса. В работе «Капитал» анализируется понятие товарного фетишизма. Маркс обозначает им объективно необходимую иллюзию, существующую в обществе с товарным производством, когда товар осознаётся в терминах его «поведенческой» роли, а не в контексте реальных производственных отношений. Маркс показывает, таким образом, как должен возникать и действовать товарный фетишизм как общественно значимая мистификация и как в результате скрываются отношения господства и подчинения.